# Tekkuyu, Ömerli
Tekkuyu là một xã thuộc huyện Ömerli, tỉnh Mardin, Thổ Nhĩ Kỳ. Dân số thời điểm năm 2010 là 191 người.